# Панто, Мигель Анхель
Мигель А́нхель Панто́ (исп. Miguel Ángel Pantó; 26 ноября 1912, Буэнос-Айрес — неизвестно), в Италии играл под именем Микельанджело Панто́ (итал. Michelangelo Pantò) — аргентинский футболист, нападающий. Вошёл в список лучших неитальянских игроков клуба «Рома» за всю историю под номером 29.

## Карьера
Мигель Анхель Панто начал карьеру в клубе «Эстудиантес» из Буэнос-Айреса. Там он играл с 1930 по 1931 год. С 1934 по 1935 год Панто выступал за клуб «Платенсе», проведя 9 матчей и забив 2 гола. Затем он перешёл в «Сан-Лоренсо», где дебютировал 23 августа в матче с «Эстудиантесом» (1:2). 15 ноября того же года Мигель Анхель забил первый гол за клуб, поразив ворота «Тигре» (2:0). Панто выступал за «Сан-Лоренсо» до 1938 года, проведя 24 матча и забив 6 голов. 15 мая 1938 года он сыграл последнюю встречу за клуб, в котором его команда обыграла «Альмагро» со счётом 4:3.
В 1939 году на корабле «Океания» Панто прибыл в Италию. На этом корабле находилась группа аргентинских футболистов, приплывших в эту страну в поисках работы. Был проведён ряд товарищеских матчей, в результате которых Антонио Кампилонго, Франсиско Провиденте, Катальдо Спитале и Панто подписали контракт с клубом «Рома». Он дебютировал в составе команды 17 сентября в матче с «Болоньей», где сразу же забил победный мяч с пенальти. В сезоне 1941/1942 Панто помог клубу выиграть чемпионат страны, при этом он забил 12 голов, из которых пять в последних пяти матчах первенства. В 1943 году из-за сражений Второй мировой войны Мигель Анхель прервал карьеру, возобновив её только после капитуляции Италии. В 1947 году форвард завершил карьеру. Последний матч за клуб он провёл 15 июля против той же «Болоньи» (1:1), клуба с которым Панто провёл первый матч в составе «джалоросси». Всего за клуб он сыграл 155 матчей и забил 48 голов.

## Достижения
- Чемпион Италии: 1941/1942